# Plac Mariacki w Krakowie
Plac Mariacki – plac w Krakowie, w dzielnicy I Stare Miasto, na Starym Mieście sąsiadujący z Rynkiem Głównym. Pośrodku placu stoi kościół Mariacki. Plac powstał po roku 1802 na miejscu zlikwidowanego cmentarza parafialnego przy kościele Mariackim. Obszar dawnej nekropolii jest obecnie wyłożony białą kostką.
W południowej części placu znajduje się fontanna – pomnik żaka. Zaprojektowana została przez Jan Budziło, a figurę (powiększoną replikę jednej z rzeźb proroków z obramienia szafy środkowej ołtarza Wita Stwosza) wykonał Franciszek Kalfas. Jest to dar rzemieślników krakowskich dla miasta wykonany w 1958 roku.

## Budynki
Przy placu Mariackim stoi kilka budynków:
- nr 1 – Kamienica pod Etiopy.
- nr 2 – kamienica księży penitencjarzy mariackich, został wybudowany w końcu XIV wieku. W 1637 r. penitencjarze nabyli tę kamienicę od Ryniewiczów. Ostateczny wygląd budowli nadano w 2 połowie XIX wieku.
- nr 3 – dom Hipolitów – kamieniczka mieszczańska. Zachowało się w niej wiele starych detali architektonicznych: kamienne portale gotyckie, renesansowe i barokowe, stropy belkowe, bogate stiuki Baltazara Fontany, malowidła z XVIII wieku. Kiedyś fasada zdobiona była dekoracją sgraffitową. Nazwa domu pochodzi od jego dawnych właścicieli – włoskiej rodziny kupieckiej.
- nr 4 (na rogu z ulicą Szpitalną) – Prałatówka ozdobiona sgraffitem wzniesiona została w miejscu dwóch starszych domów w latach 1618–1619 przez Macieja Litwinkowicza. Wieńczącą budynek attykę, uważaną za przykład typowej krakowskiej attyki, zbudował architekt Jan Zatorczyk w roku 1625. Na budynku widnieje łacińska sentencja Pateat amicis et miseris (Niech będzie otwarty dla przyjaciół i biednych), a nad bramą herb Sulima archiprezbitera Krzysztofa Trzcińskiego. Wewnątrz domu znajdują się komnaty, drewniane stropy, w sieni zaś zabytkowe stiuki.
- nr 5 – Wikarówka. Dawna, stara, stojąca w tym miejscu Wikarówka została zburzona w roku 1931. Obecną, według projektu Franciszka Mączyńskiego, zbudowano w roku 1932.
- nr 6 – Dom Nad Bramką
- Kościół archiprezbiterialny Wniebowzięcia Najświętszej Marii Panny
- kościół św. Barbary, wejście do kościoła znajduje się wprawdzie od strony placu Mariackiego, ale jego adres to Mały Rynek 9.
- nr 7 – Dom Księży Mansjonarzy wybudowana w 1912 na podstawie projektu Adolfa Szyszko-Bohusza.
- nr 8 – Dom Pod Ogrojcem, dawniej zdobiła go rzeźba Wita Stwosza „Chrystus w Ogrojcu”. Przed I wojną światową właściciel domu, znany krakowski kupiec i społecznik Ludwig Halski, ofiarował ją Muzeum Narodowemu, a na jej miejsce osadził kopię, która stoi tu do dziś.
- nr 9 – na rogu placu Mariackiego i Rynku Głównego stała kamienica na Barszczowem, w której mieszkał i pisał (Warszawianka, Legion, Klątwa, Wesele) Stanisław Wyspiański. Fakt ten upamiętnia tablica, wykonana według projektu Karola Hukana. Dom stojący tu obecnie traktowany jest jako przykład architektury secesyjnej.

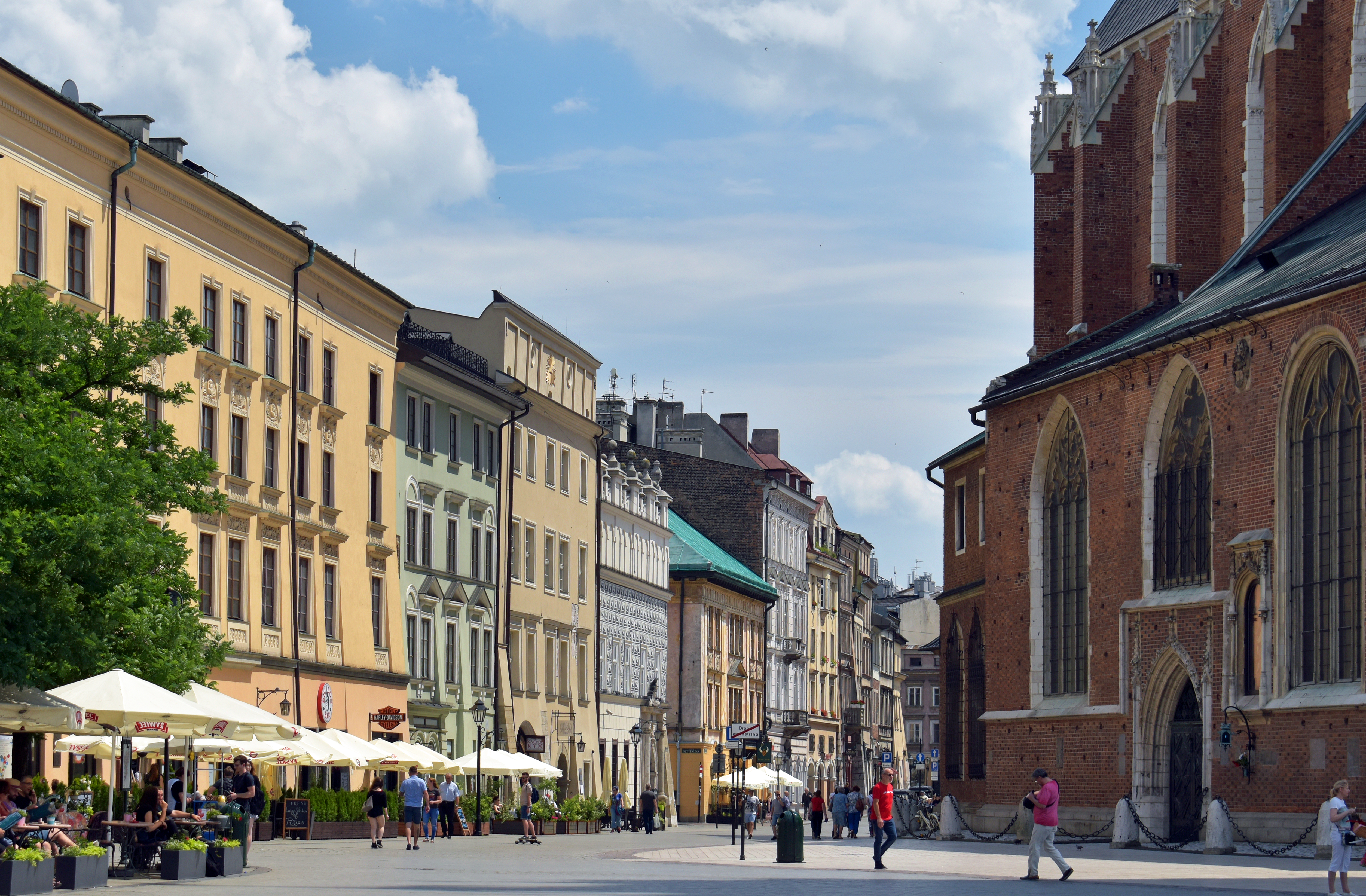
Plac Mariacki część północna
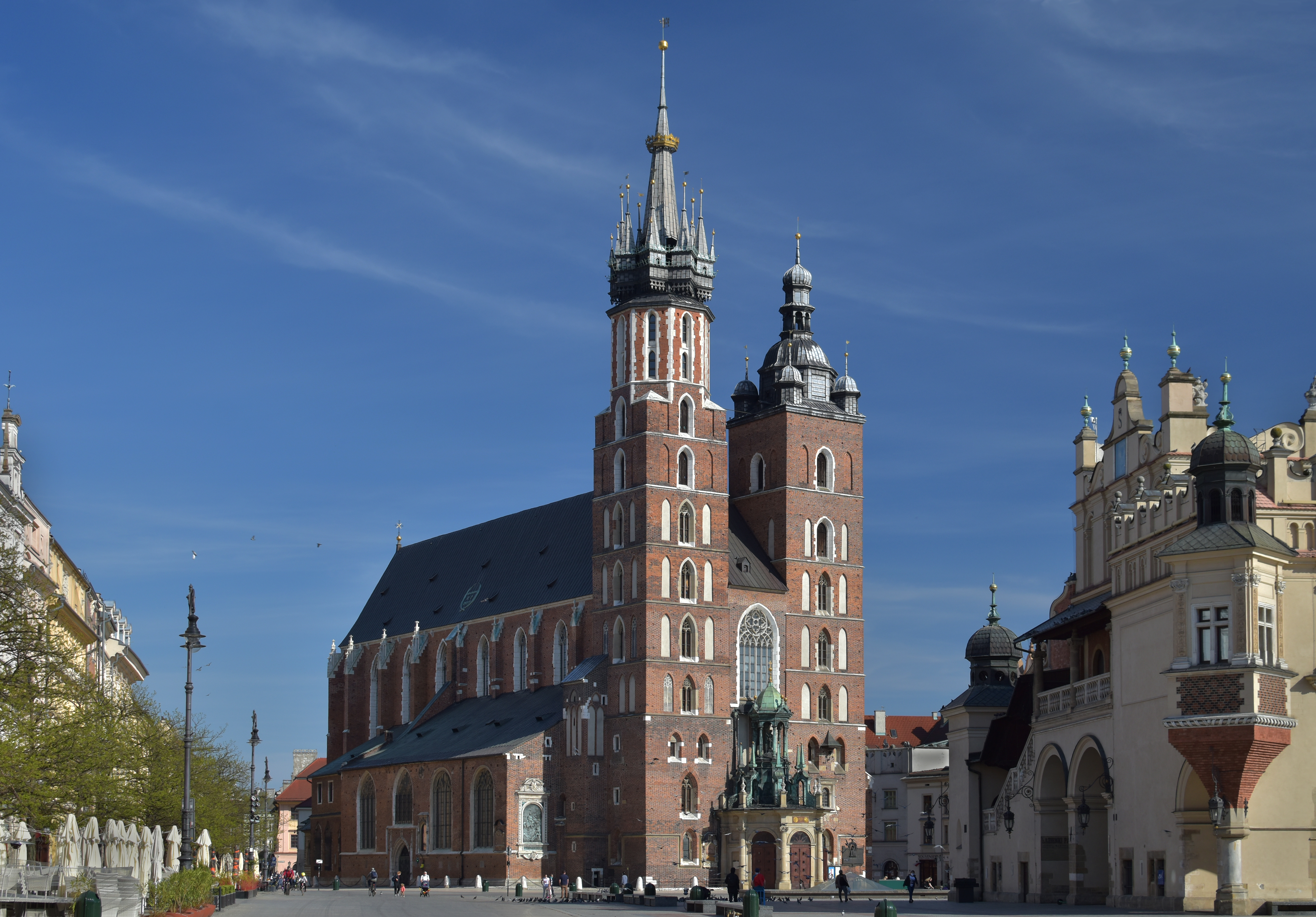
Pośrodku placu stoi kościół Mariacki
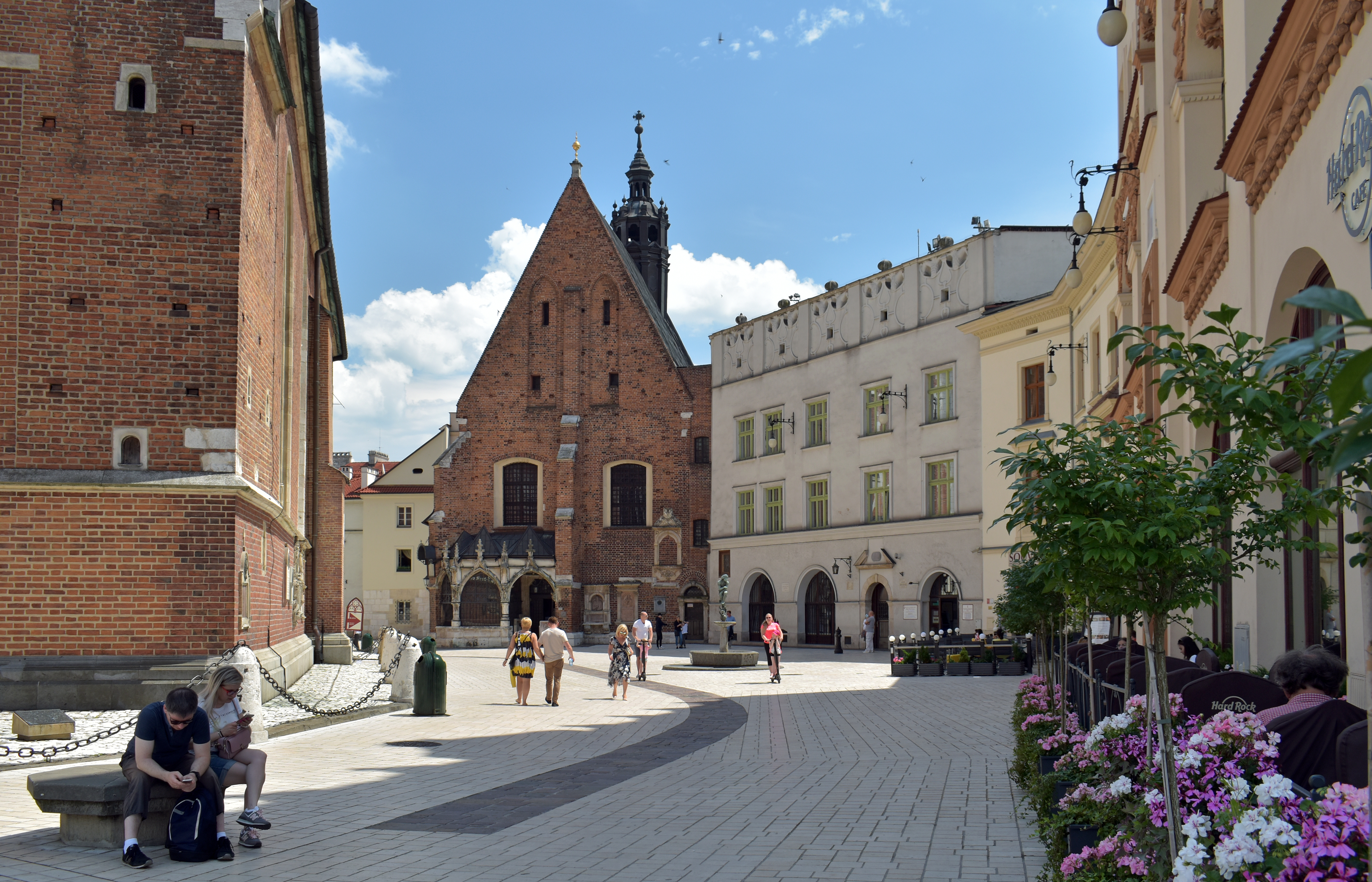
Część południowa
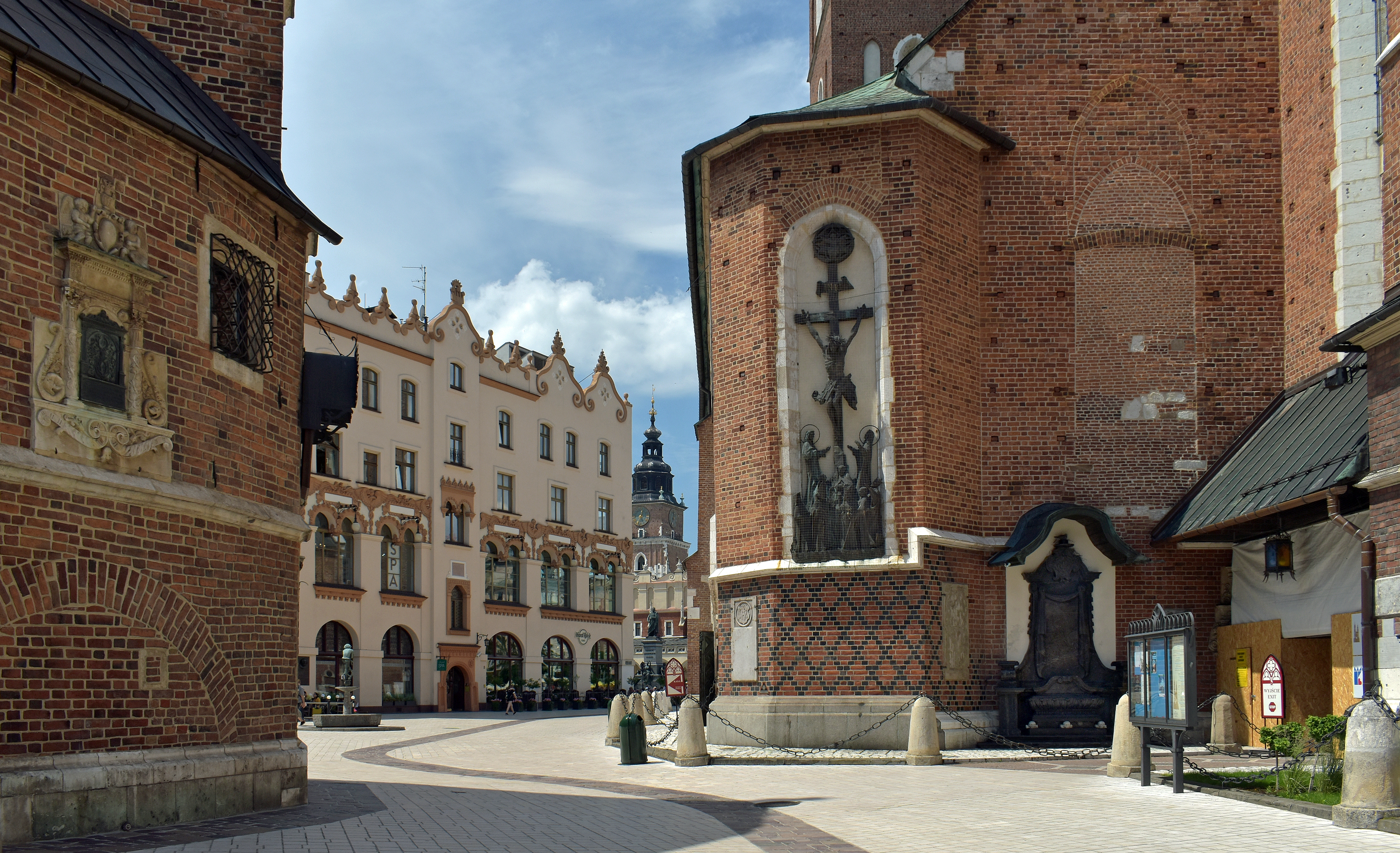
Plac widziany ze wschodu. Ciemną kostką zaznaczono granicę dawnego cmentarza wokół kościoła Mariackiego
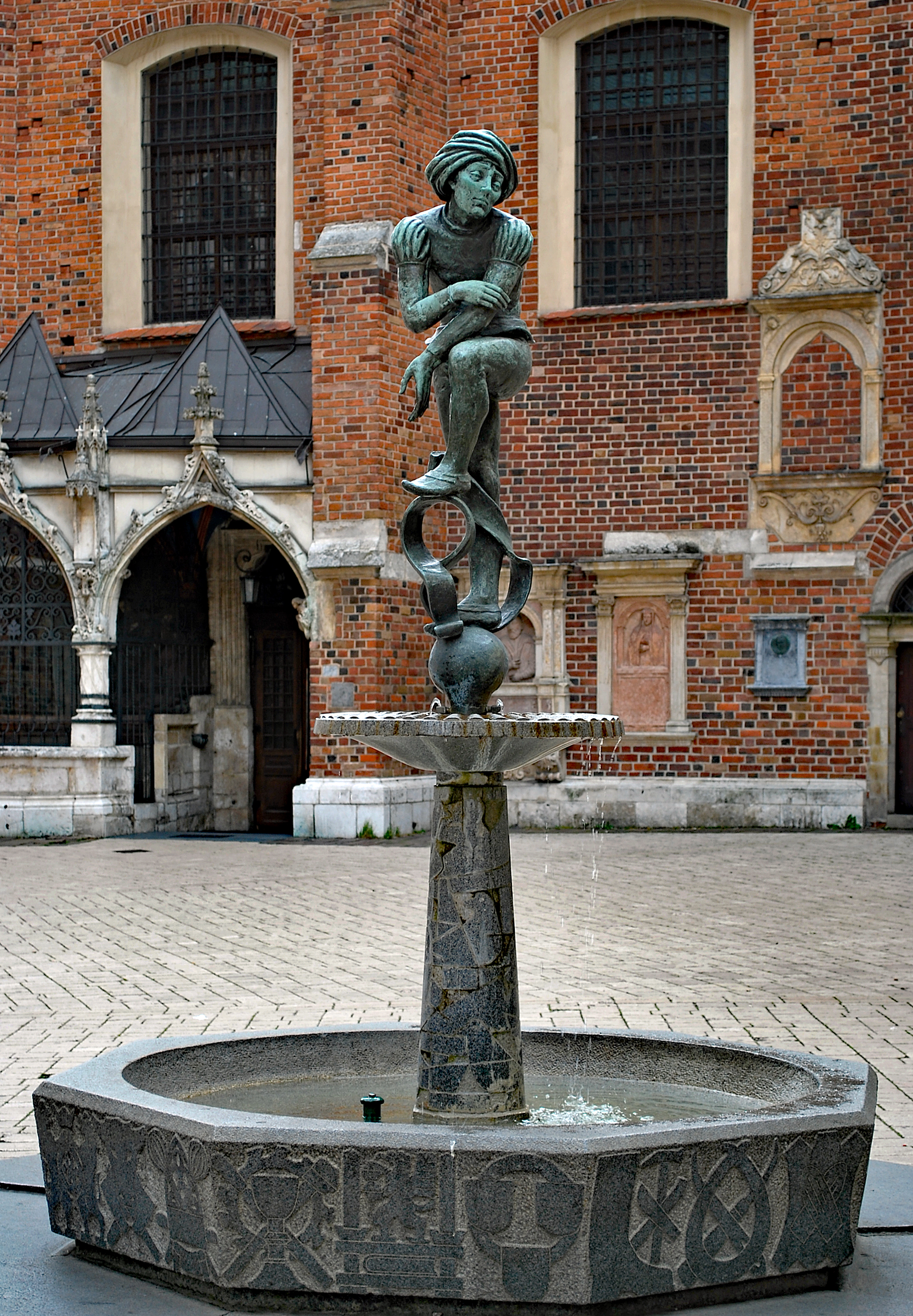
Fontanna – pomnik żaka
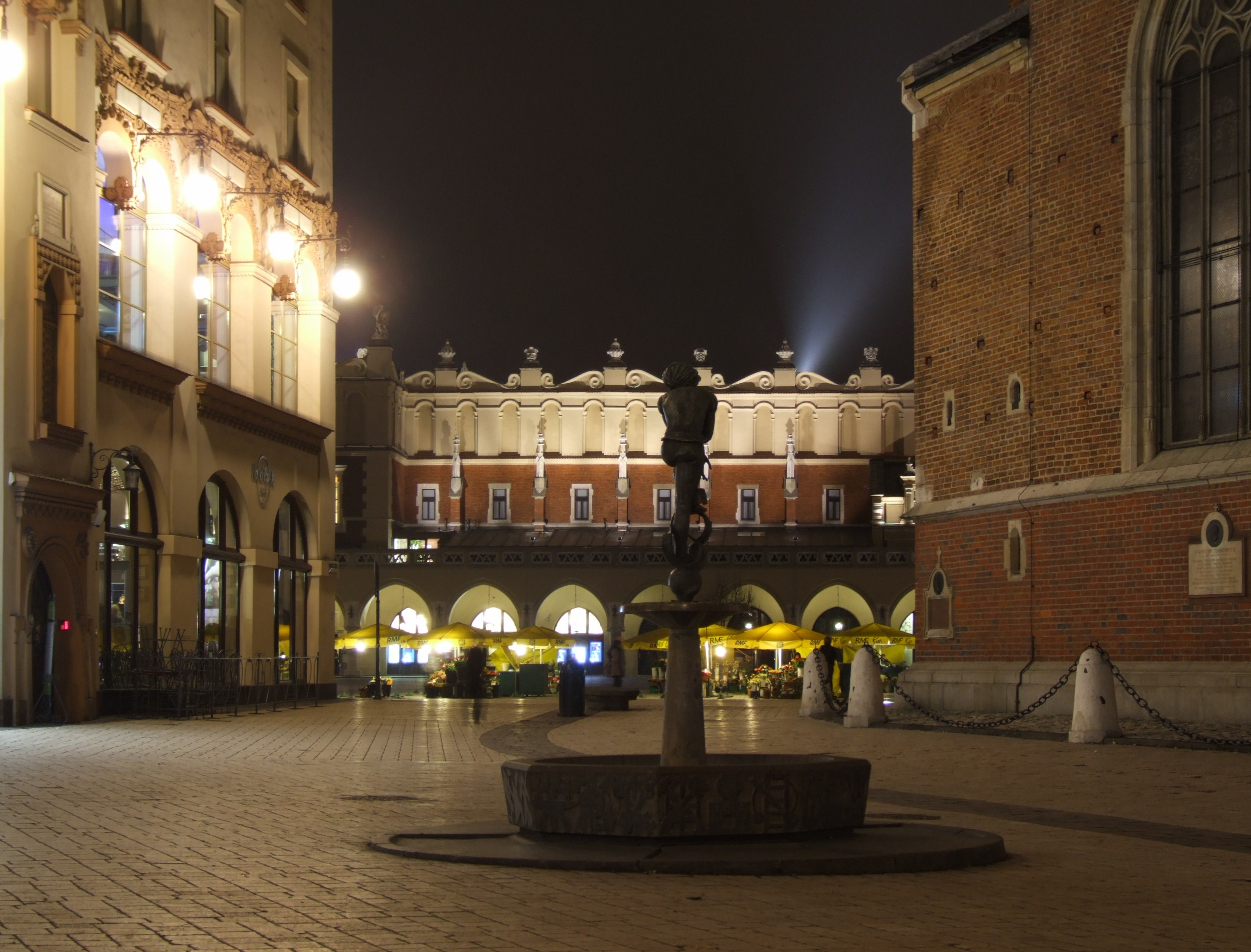
Plac Mariacki w nocy

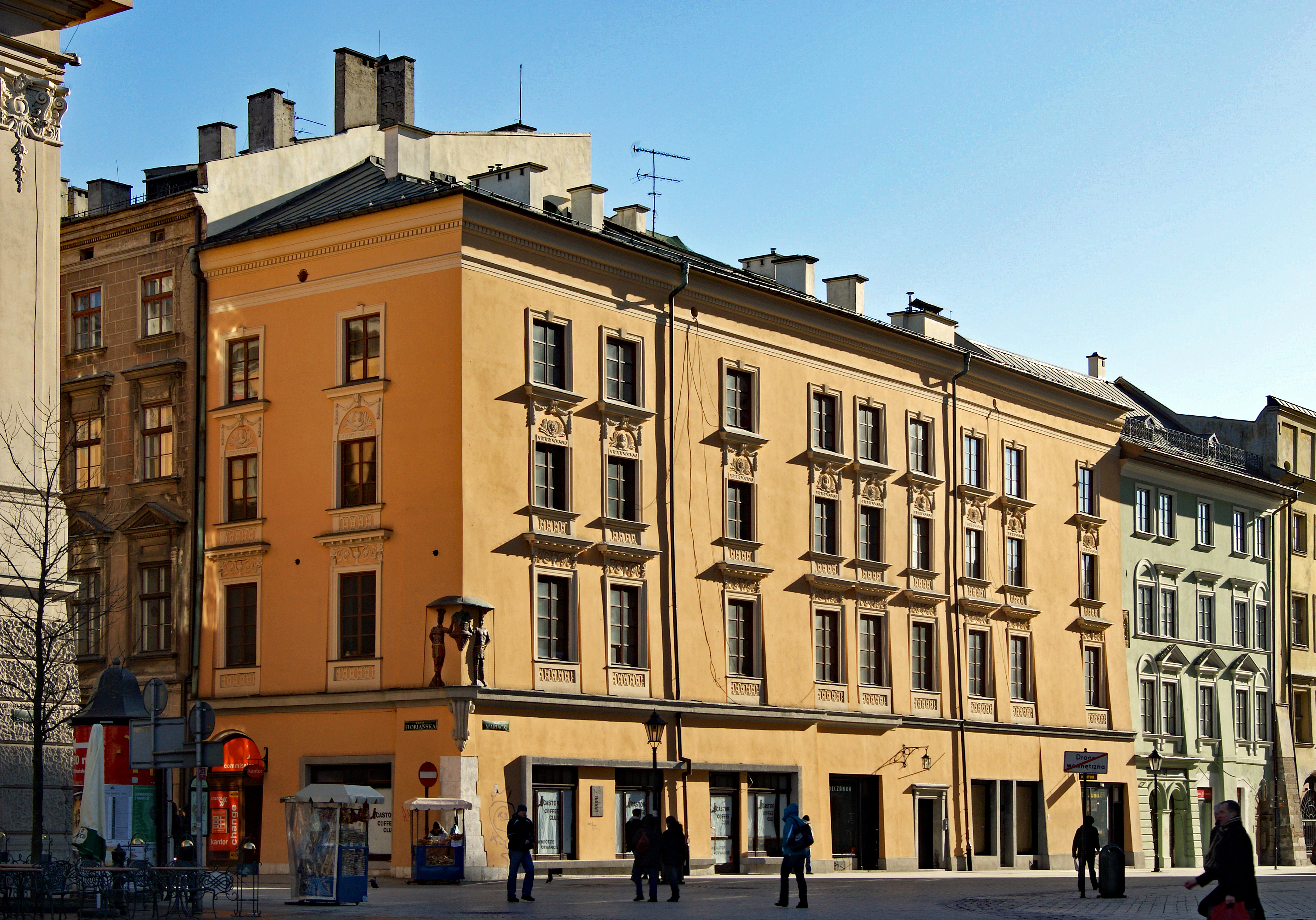
pl. Mariacki 1 (ul. Floriańska 1) Kamienica Pod Etiopy
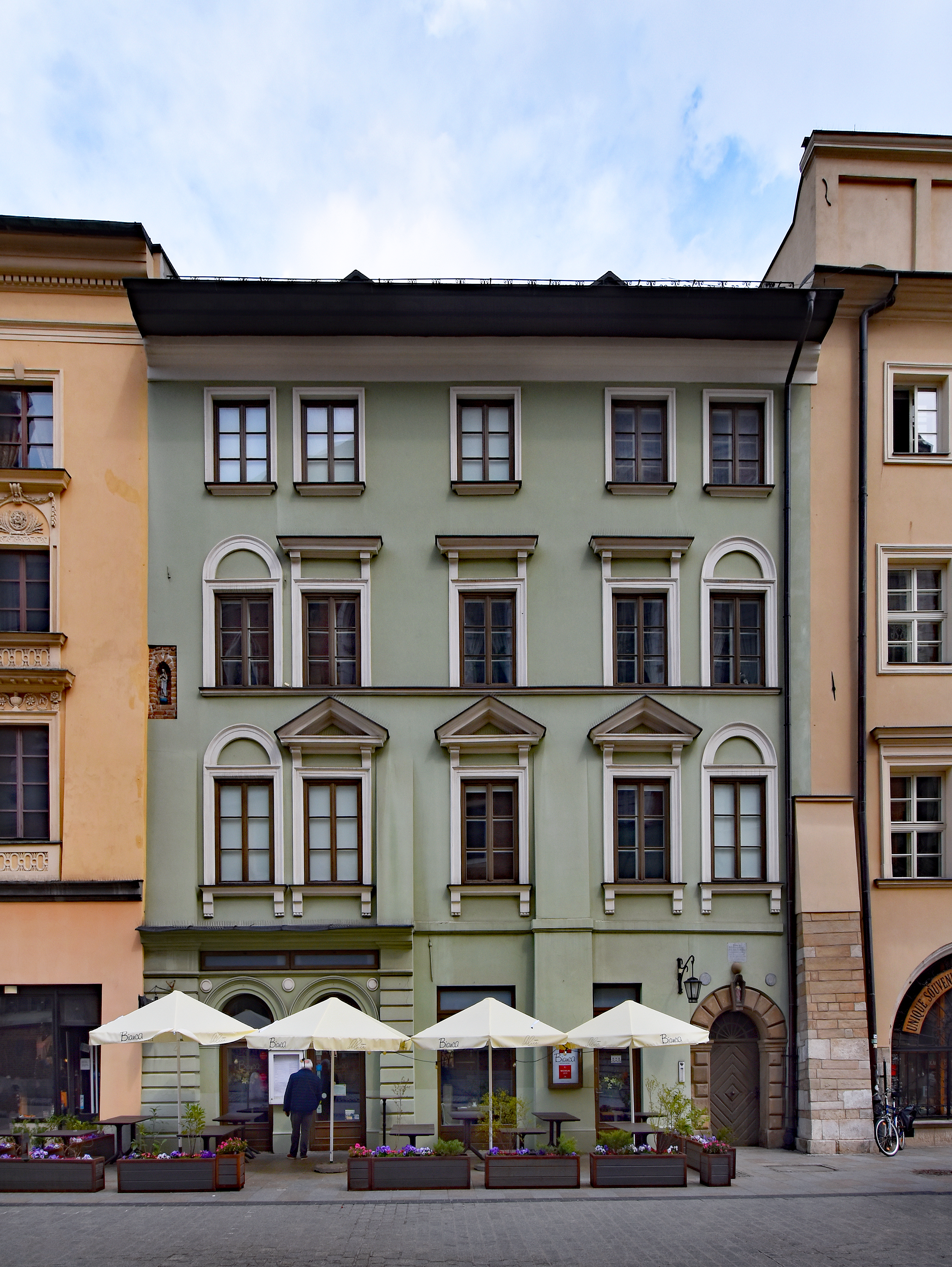
pl. Mariacki 2 Kamienica Penitencjarzy Mariackich
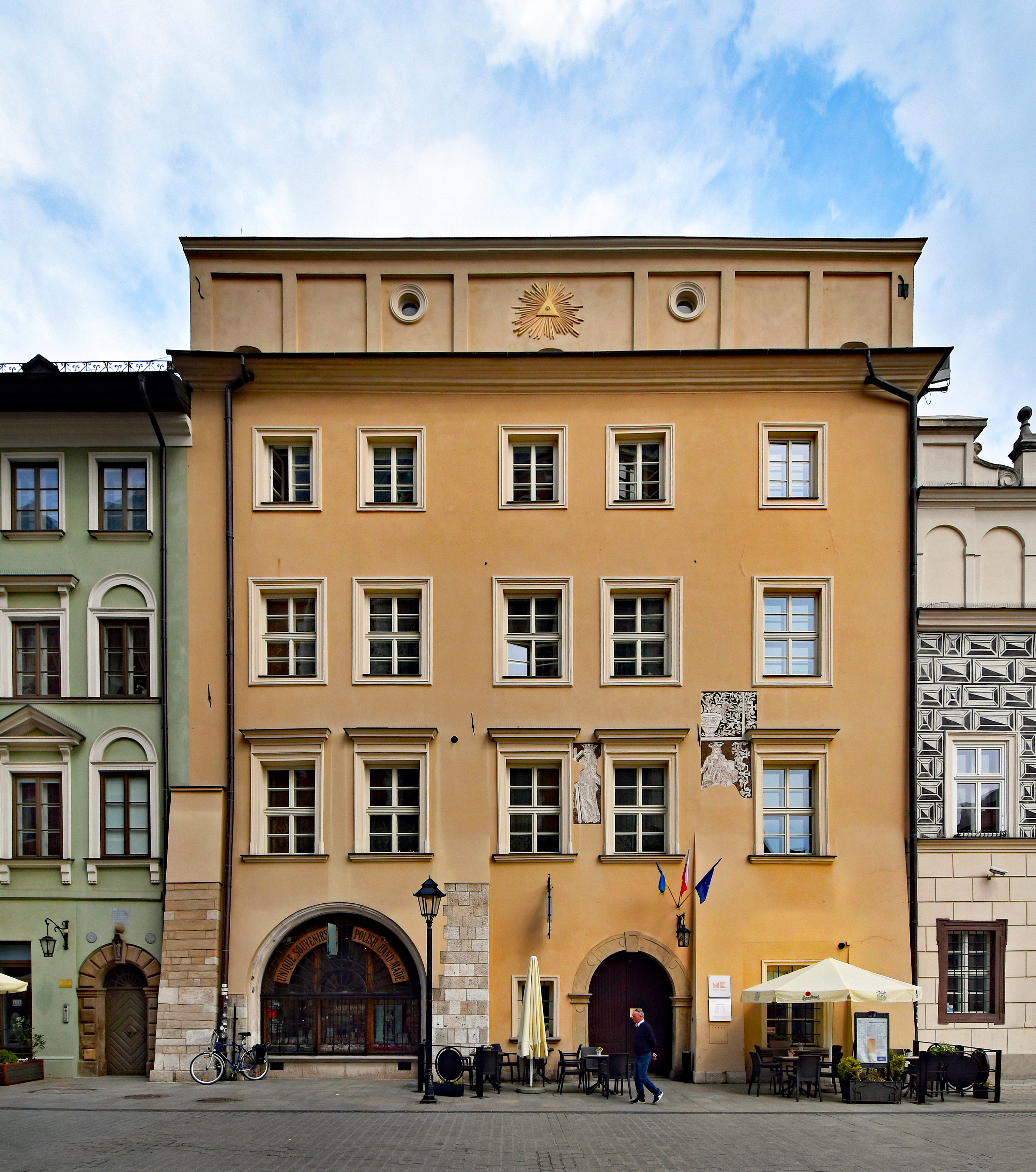
pl. Mariacki 3 Kamienica Hipolitów
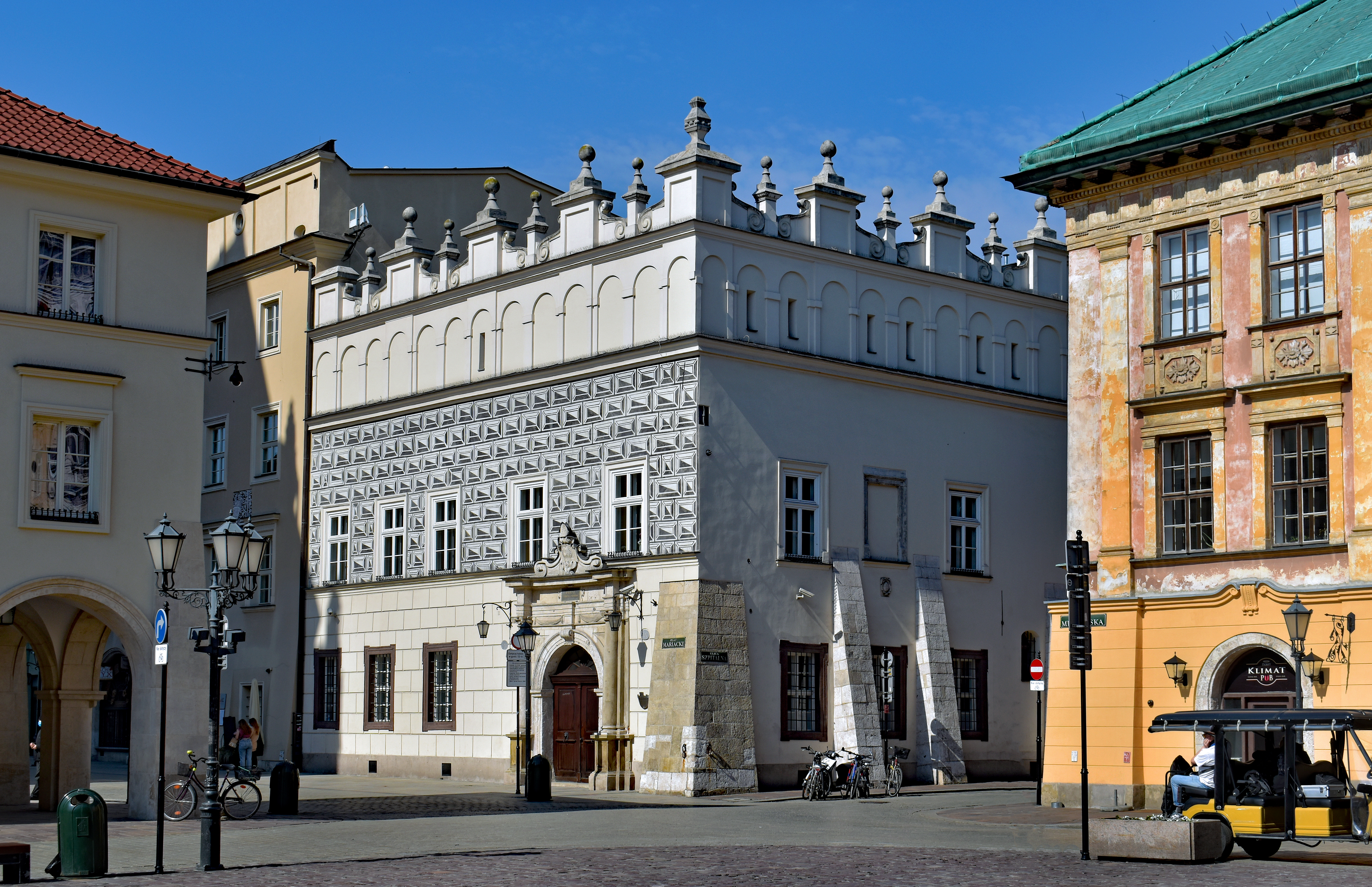
pl. Mariacki 4 (ul. Szpitalna 2) Prałatówka kościoła mariackiego
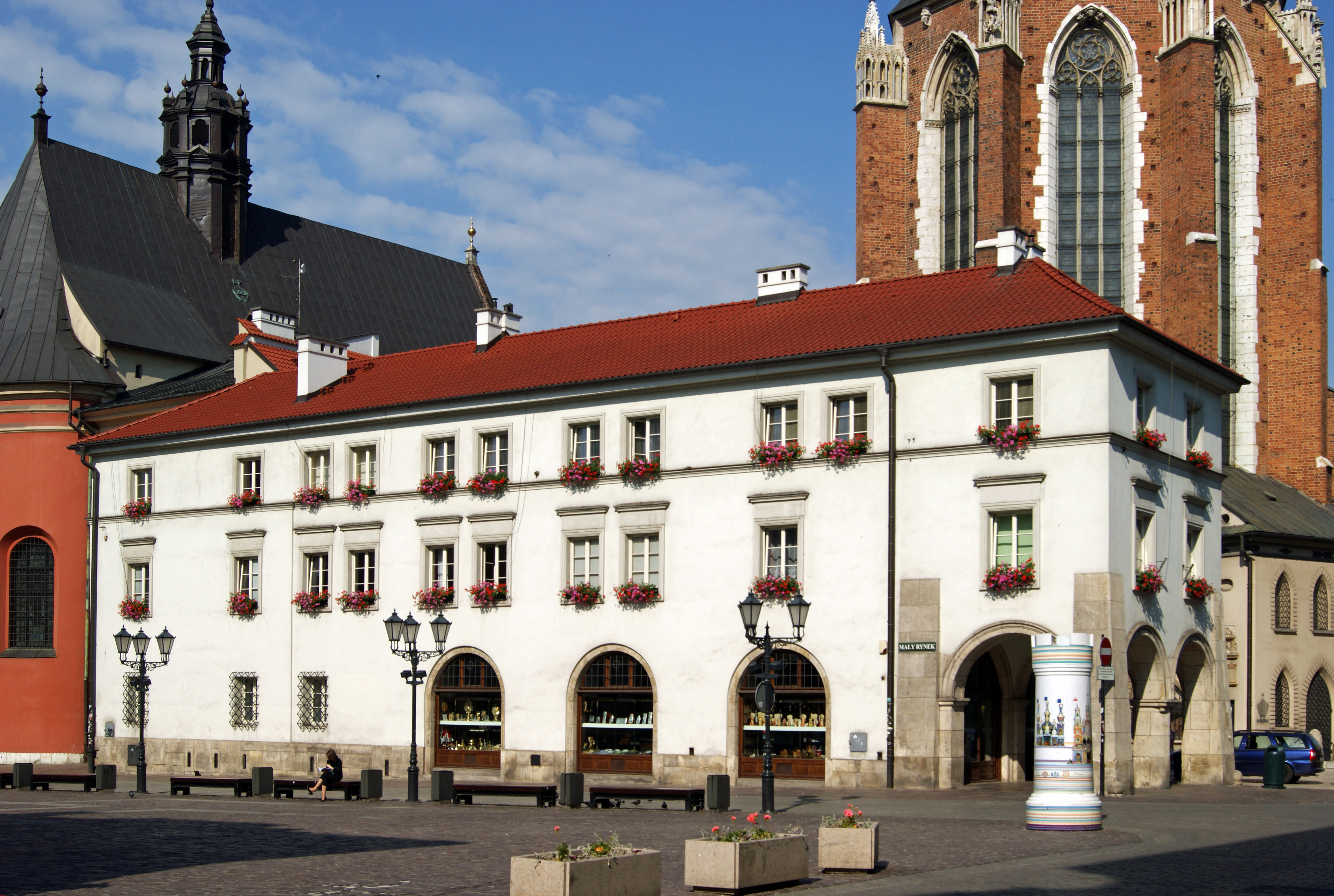
pl. Mariacki 5 Wikarówka kościoła mariackiego
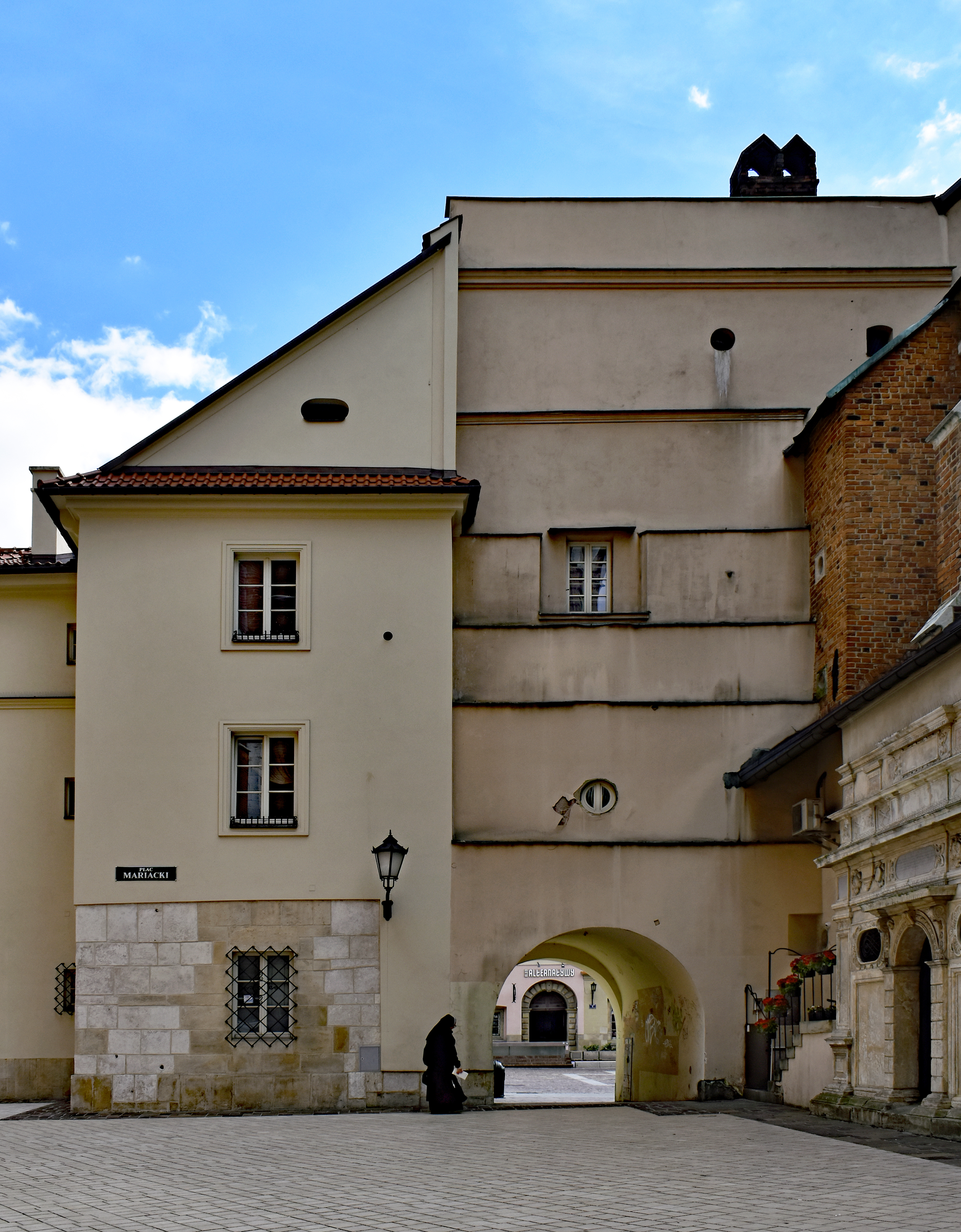
pl. Mariacki 6 Dom Nad Bramką
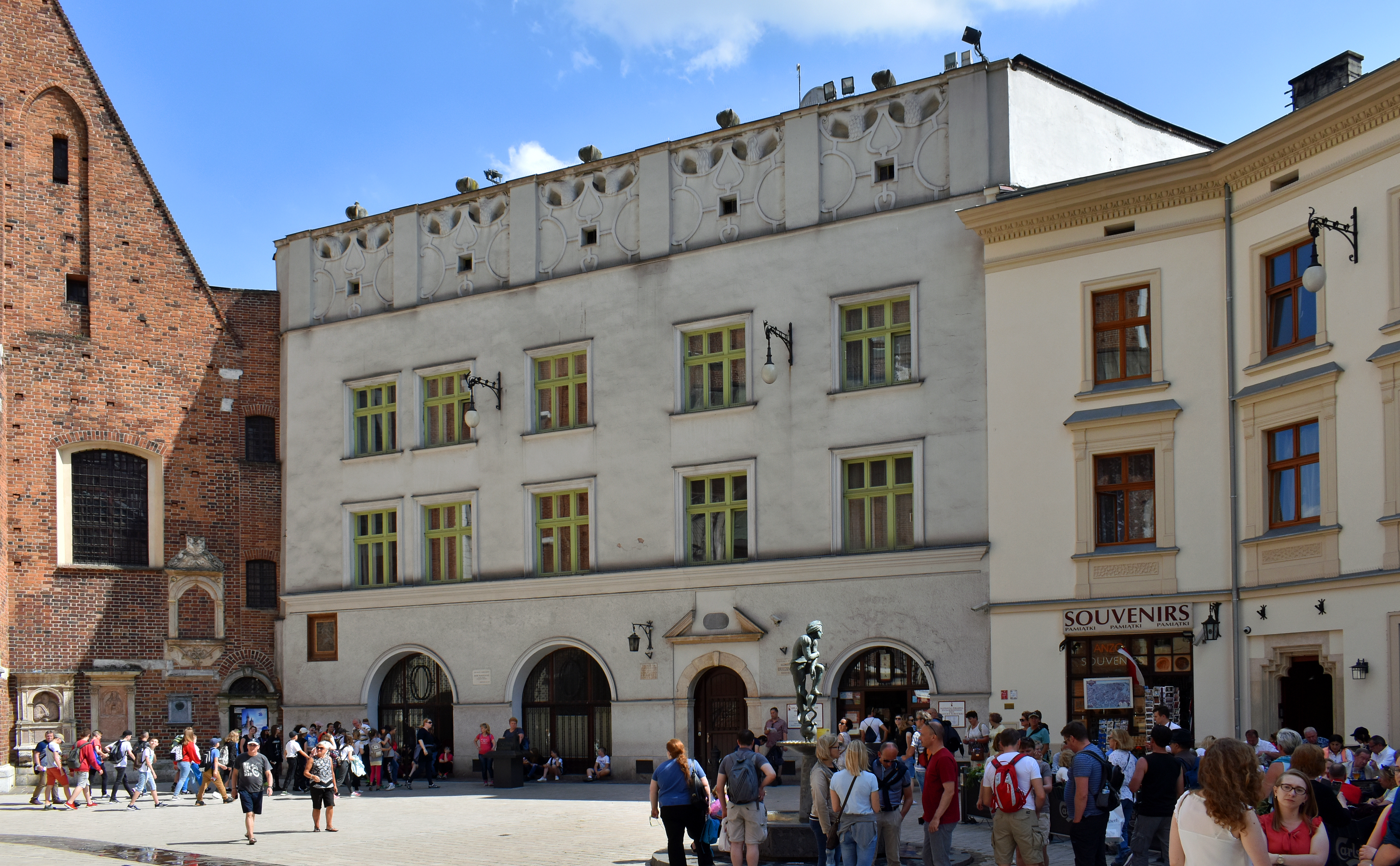
pl. Mariacki 7 Dom Księży Mansjonarzy
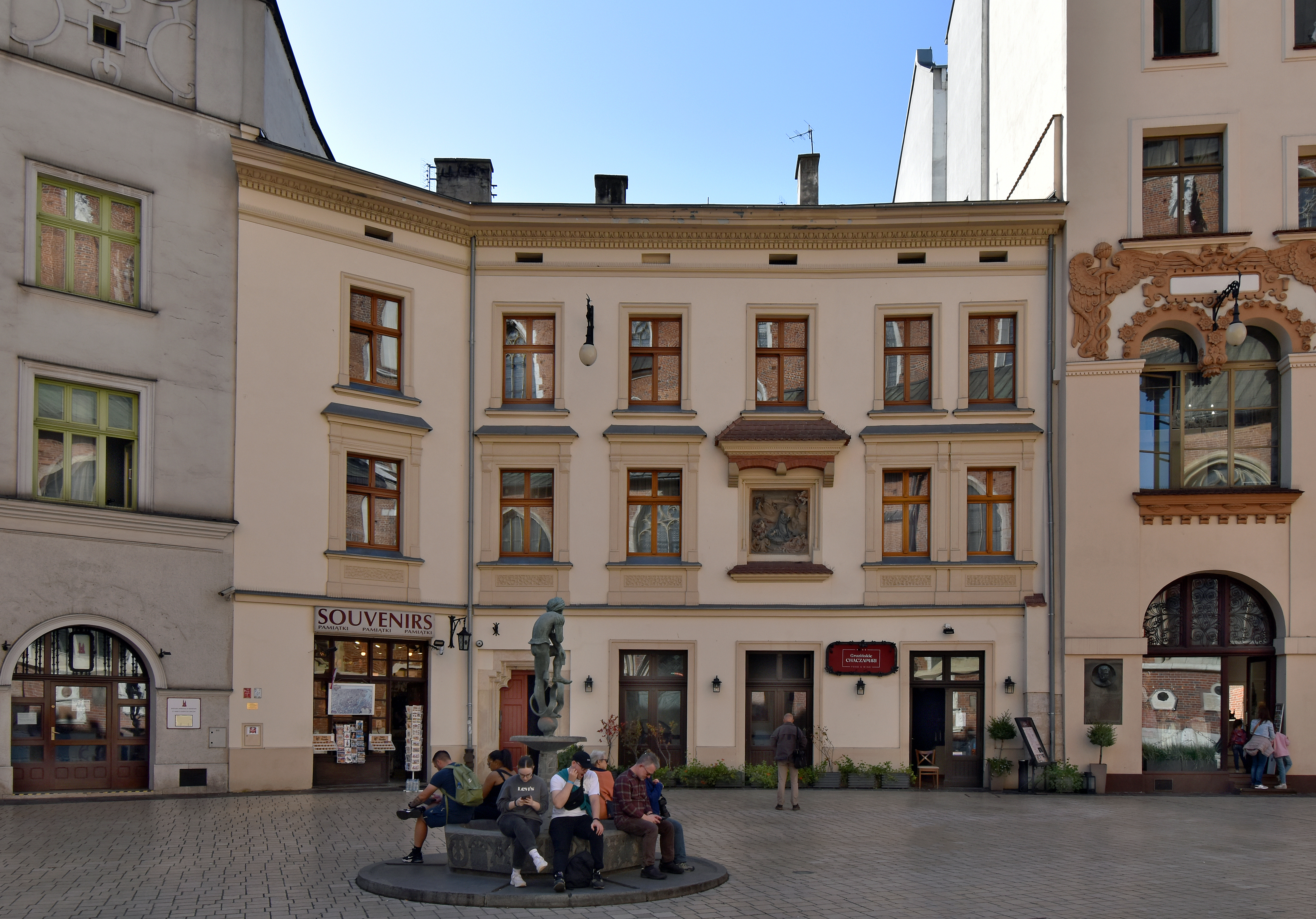
pl. Mariacki 8 Kamienica Pod Ogrojcem
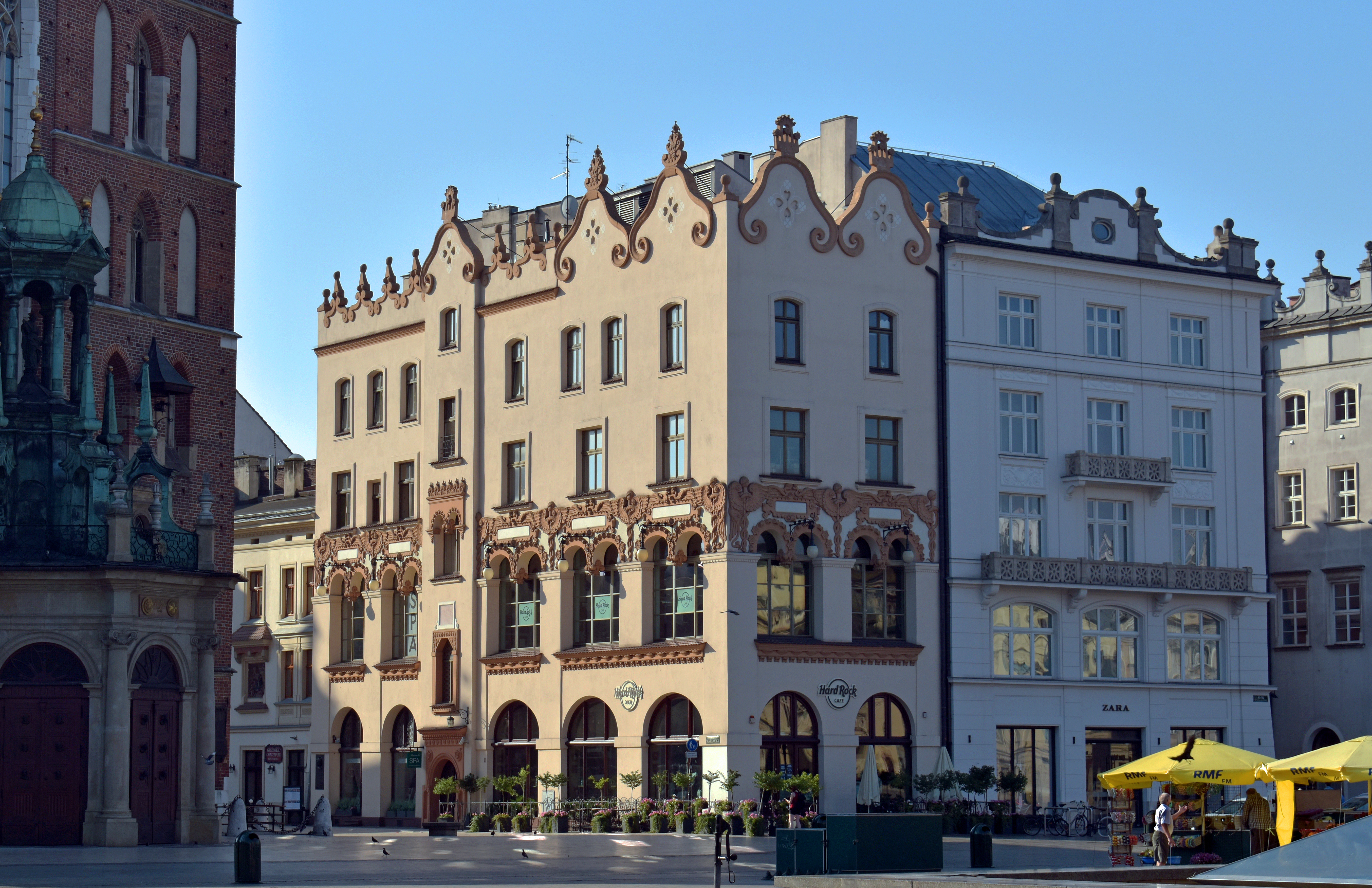
pl. Mariacki 9 (Rynek Główny 4) Kamienica Czynciela